# Smolenka
Smolenka – wieś w Polsce położona w województwie podlaskim, w powiecie suwalskim, w gminie Filipów.
| SIMC    | Nazwa     | Rodzaj    |
| ------- | --------- | --------- |
| 1013039 | Ciepłówka | część wsi |

W latach 1975–1998 miejscowość administracyjnie należała do województwa suwalskiego.